# Ted Ray (Golfspieler)
Edward R. G. „Ted“ Ray (* 1877 in Jersey; † 26. August 1943 in London) war ein britischer Berufsgolfer der auf der Kanalinsel Jersey geboren wurde. Er gilt als der erste echte Longhitter des Golfsports.
Sein Geburtsdatum wird teilweise mit 28. März 1877 angegeben,
jedoch auch mit 6. April 1877.

## Sportliche Erfolge

Ted Ray bei den U.S. Open 1920

Ted Ray debütierte 1899 bei den British Open in Sandwich, England, wo er prompt den 16. Platz errang. Bekanntheit erlangte Ted Ray insbesondere durch seine Teilnahme am Play-off bei den U.S. Open 1913, welches er mit seinem guten Freund Harry Vardon und dem späteren Sieger Francis Ouimet austrug. Ted Ray konnte zahlreiche Erfolge als Profi feiern, insbesondere die Major-Siege bei den British Open in Muirfield im Jahre 1912 und 1920 bei den U.S. Open beim Inverness Club in Toledo (Ohio). Bei Turnieren war er meist unter den Top 10 zu finden. Für viel Aufsehen sorgten seine Schauwettkampf-Tourneen durch die Vereinigten Staaten von Amerika zusammen mit Harry Vardon in den Jahren 1913 und 1920. In diesem Zusammenhang sprach man vom Duell „Breitschwert“ (Ray) gegen „Rapier“ (Vardon), da Ted Ray sehr dynamisch auf die Bälle einschlug, während Harry Vardon im Gegensatz dazu besonders elegant und kontrolliert spielte. Ted Ray gilt als „der beste Spieler, der nicht in die World Golf Hall of Fame des Golfsports aufgenommen wurde“ und ging als erster Ryder-Cup-Captain für das Vereinigte Königreich im Jahre 1927 in die Geschichte des Golfsports ein.

## Auftreten und Spielweise
Ted Ray war mit 1,88 m Größe und 98 kg Gewicht ein großer, kräftiger Mann und bekannt dafür, auf dem Golfplatz stets mit Hut und Pfeife zu erscheinen. Trotz seines unorthodoxen Schwung-Stils war Ted Ray in der Lage, einen Golfball deutlich weiter zu schlagen als die meisten seiner Zeitgenossen. Oft verfehlte er dadurch zwar das Fairway, konnte sich dann aber auf seine Rettungsschläge mit dem Mashie Niblick verlassen. Auf den Grüns bewies Ted Ray einen gefühlvollen und zielsicheren Umgang mit dem Putter.

## Tätigkeit als Golflehrer
Sein erster Auftritt bei den British Open brachte ihm sein erstes Engagement als Club Pro im Churston GC in Devon, England, ein. 1903 folgte Ted Ray einem Angebot Vardons, dessen Nachfolger im Ganton GC, Yorkshire, zu werden. Von 1912 bis zu seinem gesundheitsbedingten Rücktritt vom Golfsport 1941 war er Head Pro im Oxhey GC nahe Watford, Hertfordshire. Ted Ray war, auch wegen seines unorthodoxen Schwungs, alles andere als ein guter Lehrer. Ein typischer Tipp Rays lautete: „Hit the ball hard as I do!“ („Schlag den Ball einfach so hart wie ich“). In seinem 1922 erschienenen Lehrbuch Driving, Approaching, Putting handelt er hingegen alle Aspekte des Spiels ausführlich ab.

## Ted Ray als Filmfigur
Die wahren Begebenheiten und Charaktere der Teilnehmer der U.S. Open von 1913 wurden zur Grundlage des Disney-Films, „Das größte Spiel seines Lebens“, der 2006 in die deutschen Kinos kam. Ted Ray wurde darin von dem englischen Schauspieler Stephen Marcus dargestellt.

## Teilnahmen an den Major-Championships

### Siege
| Jahr | Meisterschaft         | Score                | Vorsprung | Zweite(r)                                                 |
| ---- | --------------------- | -------------------- | --------- | --------------------------------------------------------- |
| 1912 | The Open Championship | (71-73-76-75=295)    | 4 Schläge | Harry Vardon                                              |
| 1920 | U.S. Open             | +7 (74-73-73-75=295) | 1 Schlag  | Jack Burke, Sr., Leo Diegel, Jock Hutchison, Harry Vardon |

### Ergebnisse (chronologisch)
Von den vier existierenden Majors spielte Ted Ray nur die The Open Championship und die U.S. Open.
| Tournament            | 1899 | 1900 | 1901 | 1902 | 1903 | 1904 | 1905 | 1906 | 1907 | 1908 | 1909 |
| --------------------- | ---- | ---- | ---- | ---- | ---- | ---- | ---- | ---- | ---- | ---- | ---- |
| U.S. Open             | DNP  | DNP  | DNP  | DNP  | DNP  | DNP  | DNP  | DNP  | DNP  | DNP  | DNP  |
| The Open Championship | T16  | 13   | T12  | 9    | 23   | T12  | T11  | T8   | T5   | 3    | 6    |

| Tournament            | 1910 | 1911 | 1912 | 1913 | 1914 | 1915 | 1916 | 1917 | 1918 | 1919 |
| --------------------- | ---- | ---- | ---- | ---- | ---- | ---- | ---- | ---- | ---- | ---- |
| U.S. Open             | DNP  | DNP  | DNP  | 3    | DNP  | DNP  | DNP  | NT   | NT   | DNP  |
| The Open Championship | T5   | T5   | 1    | 2    | T10  | NT   | NT   | NT   | NT   | NT   |

| Tournament            | 1920 | 1921 | 1922 | 1923 | 1924 | 1925 | 1926 | 1927 | 1928 | 1929 |
| --------------------- | ---- | ---- | ---- | ---- | ---- | ---- | ---- | ---- | ---- | ---- |
| U.S. Open             | 1    | DNP  | DNP  | DNP  | DNP  | DNP  | DNP  | T27  | DNP  | DNP  |
| The Open Championship | 3    | T19  | T46  | T12  | T32  | T2   | T30  | T30  | T33  | T39  |

| Tournament            | 1930 | 1931 | 1932 | 1933 | 1934 | 1935 | 1936 | 1937 |
| --------------------- | ---- | ---- | ---- | ---- | ---- | ---- | ---- | ---- |
| U.S. Open             | DNP  | DNP  | DNP  | DNP  | DNP  | DNP  | DNP  | DNP  |
| The Open Championship | T24  | CUT  | T56  | DNP  | DNP  | DNP  | DNP  | CUT  |

NT = No tournament/Turnier ausgefallen

DNP = Did not play/nicht angetreten

CUT = am Cut gescheitert

"T" = tie/geteilte Platzierung

Grüner Hintergrund = Sieg. Gelber Hintergrund = Top-10-Platzierung